# Osiedle Grajwo
Osiedle Grajwo – osiedle w Polsce położone na Mazurach, w województwie warmińsko-mazurskim, w powiecie giżyckim, w gminie Giżycko.
Miejscowość formalnie utworzono 1 stycznia 2013.